# Söderköping S:t Anna församling
Söderköping S:t Anna församling tillhör Kustbygdens kontrakt i Linköpings stift och ligger i Söderköpings kommun. Församlingen utgör ett eget pastorat.

## Administrativ historik
Församlingen bildades 1 januari 2010 genom sammanslagning av Söderköpings församling och S:t Anna församling.

## Series pastorum
| Ämbetstid | Namn             | Levnadstid | Övrigt |
| --------- | ---------------- | ---------- | ------ |
| 2010–2011 | Stig Erixon      |            |        |
| 2011–2014 | Eva Ramstedt     |            |        |
| 2014–2016 | Åsa Ström-Broman |            |        |
| 2016–2022 | Ola Linderoth    |            |        |
| 2022-     | Emma Renhorn     |            |        |

## Kyrkor
- Börrums kyrka
- Drothems kyrka
- Mogata kyrka
- Sankt Anna kyrka
- Sankt Anna gamla kyrka
- Sankt Laurentii kyrka
- Skällviks kyrka
- Skönberga kyrka
- Capella Ecumenica (ej i församlingens ägo)